# Crécy-la-Chapelle
Crécy-la-Chapelle és un municipi francès, situat al departament de Sena i Marne i a la regió d'Illa de França. L'any 2007 tenia 4.056 habitants.
Forma part del cantó de Serris, del districte de Meaux i de la Comunitat de comunes Pays Créçois.

## Demografia

### Població
El 2007 la població de fet de Crécy-la-Chapelle era de 4.056 persones. Hi havia 1.569 famílies, de les quals 433 eren unipersonals (203 homes vivint sols i 230 dones vivint soles), 421 parelles sense fills, 588 parelles amb fills i 127 famílies monoparentals amb fills.
La població ha evolucionat segons el següent gràfic:
Habitants censats

### Habitatges
El 2007 hi havia 1.907 habitatges, 1.625 eren l'habitatge principal de la família, 129 eren segones residències i 154 estaven desocupats. 1.327 eren cases i 565 eren apartaments. Dels 1.625 habitatges principals, 1.076 estaven ocupats pels seus propietaris, 488 estaven llogats i ocupats pels llogaters i 62 estaven cedits a títol gratuït; 103 tenien una cambra, 216 en tenien dues, 276 en tenien tres, 303 en tenien quatre i 727 en tenien cinc o més. 1.170 habitatges disposaven pel capbaix d'una plaça de pàrquing. A 737 habitatges hi havia un automòbil i a 719 n'hi havia dos o més.

### Piràmide de població
La piràmide de població per edats i sexe el 2009 era:
| Homes | Edats   | Dones |
| ----- | ------- | ----- |
| 0     | 95 o +  | 8     |
| 12    | 90 a 94 | 52    |
| 28    | 85 a 89 | 48    |
| 8     | 80 a 84 | 48    |
| 28    | 75 a 79 | 36    |
| 52    | 70 a 74 | 68    |
| 56    | 65 a 69 | 56    |
| 76    | 60 a 64 | 88    |
| 92    | 55 a 59 | 88    |
| 128   | 50 a 54 | 136   |
| 140   | 45 a 49 | 148   |
| 196   | 40 a 44 | 160   |
| 116   | 35 a 39 | 156   |
| 156   | 30 a 34 | 132   |
| 124   | 25 a 29 | 136   |
| 92    | 20 a 24 | 124   |
| 176   | 15 a 19 | 112   |
| 168   | 10 a 14 | 124   |
| 148   | 5 a 9   | 129   |
| 76    | 0 a 4   | 96    |

## Economia
El 2007 la població en edat de treballar era de 2.725 persones, 2.146 eren actives i 579 eren inactives. De les 2.146 persones actives 2.008 estaven ocupades (1.060 homes i 948 dones) i 138 estaven aturades (58 homes i 80 dones). De les 579 persones inactives 220 estaven jubilades, 216 estaven estudiant i 143 estaven classificades com a «altres inactius».

### Ingressos
El 2009 a Crécy-la-Chapelle hi havia 1.700 unitats fiscals que integraven 4.240,5 persones, la mediana anual d'ingressos fiscals per persona era de 23.464 €.

### Activitats econòmiques
Dels 315 establiments que hi havia el 2007, 2 eren d'empreses extractives, 5 d'empreses alimentàries, 5 d'empreses de fabricació de material elèctric, 2 d'empreses de fabricació d'elements pel transport, 15 d'empreses de fabricació d'altres productes industrials, 54 d'empreses de construcció, 84 d'empreses de comerç i reparació d'automòbils, 8 d'empreses de transport, 13 d'empreses d'hostatgeria i restauració, 4 d'empreses d'informació i comunicació, 22 d'empreses financeres, 19 d'empreses immobiliàries, 40 d'empreses de serveis, 24 d'entitats de l'administració pública i 18 d'empreses classificades com a «altres activitats de serveis».
Dels 96 establiments de servei als particulars que hi havia el 2009, 1 era una gendarmeria, 1 oficina de correu, 7 oficines bancàries, 1 funerària, 7 tallers de reparació d'automòbils i de material agrícola, 1 taller d'inspecció tècnica de vehicles, 1 autoescola, 13 paletes, 4 guixaires pintors, 11 fusteries, 8 lampisteries, 7 electricistes, 2 empreses de construcció, 7 perruqueries, 1 veterinari, 10 restaurants, 10 agències immobiliàries, 2 tintoreries i 2 salons de bellesa.
Dels 24 establiments comercials que hi havia el 2009, 1 era, 2 supermercats, 2 grans superfícies de material de bricolatge, 1 una botiga de més de 120 m², 3 fleques, 2 carnisseries, 1 una peixateria, 4 botigues de roba, 1 una botiga d'equipament de la llar, 1 una botiga d'electrodomèstics, 2 botigues de material esportiu, 2 drogueries, 1 una perfumeria i 1 una joieria.
L'any 2000 a Crécy-la-Chapelle hi havia 12 explotacions agrícoles.

## Equipaments sanitaris i escolars
Els 2 equipaments sanitaris que hi havia el 2009 eren farmàcies.
El 2009 hi havia 1 escola maternal i 1 escola elemental. Crécy-la-Chapelle disposava d'un col·legi d'educació secundària amb 768 alumnes.

## Fills il·lustres
- Charles Étienne Louis Camus (1699-1768), matemàtic
- Pierre de La Garde (1717-1792) compositor músic.

## Poblacions properes
El següent diagrama mostra les poblacions més properes.